# 滿田拓也
滿田拓也（日语：／ Mitsuda Takuya，1965年6月17日—）是日本漫畫家。出生於廣島縣福山市。代表作有風雲兒健太、棒球大聯盟(MAJOR)。

## 經歷
1982年 作品《蠻勇》榮獲第11屆新人獎，並以此作品出道。
1988年-1994年 排球運動漫畫作品《風雲兒健太》在日本週刊少年Sunday（小學館）連載。
1994年-2010年 棒球運動漫畫作品《棒球大聯盟》在日本週刊少年Sunday（小學館）連載。
2011年-2014年 拳擊運動漫畫作品《BUYUDEN》在日本週刊少年Sunday（小學館）連載。
2015年3月-2018年11月，2019年4月-2021年10月 棒球 運動漫畫作品，《棒球大聯盟》续作《棒球大聯盟2nd》在日本週刊少年Sunday（小學館）15號開始連載。
2021年10月 由於滿田的病情原因，《棒球大聯盟2nd》暫停連載。
2022年10月25日 日本週刊少年Sunday（小學館）官方Twitter (@shonen_sunday) 宣布《棒球大聯盟2nd》於週刊少年Sunday 48号連載再開

## 作品
- 風雲兒健太(日本週刊少年Sunday（小學館)1989年30號～1994年24號)
- 棒球大聯盟(MAJOR)(日本週刊少年Sunday（小學館)1994年33號～2010年32號)
- まんがで覚えるバイク（原付）免許（1987年　永岡書店）
- 漫画NTT株は大化けする!
- BUYUDEN 武勇傳(週刊少年サンデー2011年16号〜）
- 棒球大聯盟2nd

## 老師
- 原秀則(はら ひでのり)

## 助手
- 久米田康治
- 松江名俊
- 藪野続久[1]
- 奥英樹[2]

## 助手夥伴
- 豬熊忍

1. ↑  本人のブログ[]における2010年7月9日のコメントより。
2. ↑  .   [2021-01-01]. （原始内容存档于2011-11-03）.